# Tu voz estéreo
Tu voz estéreo es una serie de televisión colombiana producido y transmitido por Caracol Televisión y producida por Daniel Bautista. Sus libretistas iniciales fueron Ricardo Saldarriaga y Julio Castañeda. Sus episodios tocan conflictos sociales donde los valores se solucionan contando sus historias contadas por un invitado desde la emisora.
Entre sus actores principales han estado Catalina Aristizábal, Ítalo Londeros, Juan Pablo Espinosa, María José Martínez, Alejandro Estrada, Pedro Falla, Michelle Rouillard, Alejandra Buitrago, Lucas Buelvas, y Tania Valencia. El programa ha tenido invitados especiales, entre los que han estado María Laura Quintero, Emerson Rodríguez Gómez, Sharon Dummeth, Vanessa Chaplot, Karola Rey, Felipe Galofre y Agmeth Escaf.

## Sinopsis
Esta serie se desarrolla en un estudio de radio, en un programa llamado Tu Voz Estéreo, juventud en sintonía. Los conductores escuchan a un invitado que asiste a la emisora a contar una historia de su vida, la historias narradas presentan situaciones difíciles que suelen resolverse positivamente. En algunas oportunidades los locutores se involucran, saliendo de la emisora para ir a ayudar a resolver el problema que tiene el invitado del día.
En cada capítulo se desarrolla una historia distinta, con personajes y situaciones diferentes, la cual se finaliza a modo de moraleja.
Los protagonistas son dos periodistas sagaces y rebeldes que conducen un popular programa radial en el que los oyentes son los protagonistas de las más insólitas y dramáticas historias en las que, sin proponérselo, terminan involucrándose. La necesidad de ser escuchados impulsa a los oyentes a comunicarse con ellos para desahogarse, denunciar, compartir, opinar y hasta pedir auxilio.
Estos dos personajes escucharán estas historias y las vivirán junto a sus protagonistas. Además, estará pendiente de las redes sociales y de las líneas telefónicas para debatir sobre las decisiones y problemas de los involucrados.
El 21 de enero de 2008, se estrenó el episodio número 300 y en enero de 2011, el número 1000, de la cuarta temporada, el cual tuvo estrellas invitadas.

## Suspensión y finalización del programa
Después de más de 13 años y medio de emisión continua, el 25 de marzo de 2020 suspende sus emisiones, debido a la prohibición originada en la cuarentena nacional de generar aglomeraciones en las grabaciones, y pasa a ceder el espacio al programa Prevención y Acción, dirigido por el entonces presidente Iván Duque, el cual se dejó de emitir el 3 de mayo de 2021, siendo remplazada el 9 de junio de 2021 por la repetición de la telenovela Vecinos. Desde ese momento, Tu voz estéreo no volvió al aire.

## Reparto
| Nombre                             | Años                   | Personaje                        | Temporada              | Temporada              | Temporada              | Temporada              | Temporada              | Temporada              | Temporada              | Temporada              | Temporada              |
| Nombre                             | Años                   | Personaje                        | 1                      | 2                      | 3                      | 4                      | 5                      | 6                      | 7                      | 8                      | 9                      |
| Personajes Principales             | Personajes Principales | Personajes Principales           | Personajes Principales | Personajes Principales | Personajes Principales | Personajes Principales | Personajes Principales | Personajes Principales | Personajes Principales | Personajes Principales | Personajes Principales |
| ---------------------------------- | ---------------------- | -------------------------------- | ---------------------- | ---------------------- | ---------------------- | ---------------------- | ---------------------- | ---------------------- | ---------------------- | ---------------------- | ---------------------- |
| Catalina Aristízabal               | 2006-2007              | Milena Orozco                    |                        |                        |                        |                        |                        |                        |                        |                        |                        |
| Juan Pablo Espinosa                | 2006-2007              | Alejo Quiñones                   |                        |                        |                        |                        |                        |                        |                        |                        |                        |
| María José Martínez                | 2007-2011              | Andrea Giraldo                   |                        |                        |                        |                        |                        |                        |                        |                        |                        |
| Ítalo Londero                      | 2007-2009              | Felipe Guzmán                    |                        |                        |                        |                        |                        |                        |                        |                        |                        |
| Alejandro Estrada                  | 2009-2013              | Sebastián López                  |                        |                        |                        |                        |                        |                        |                        |                        |                        |
| Michelle Rouillard                 | 2011-2016              | Sara Rendón                      |                        |                        |                        |                        |                        |                        |                        |                        |                        |
| Pedro Falla                        | 2013-2016              | Andrés Vera                      |                        |                        |                        |                        |                        |                        |                        |                        |                        |
| Lucas Buelvas                      | 2016-2020              | Caleb Daza                       |                        |                        |                        |                        |                        |                        |                        |                        |                        |
| Alejandra Buitrago                 | 2016-2019              | Laura Guzmán                     |                        |                        |                        |                        |                        |                        |                        |                        |                        |
| Tania Valencia                     | 2019-2020              | Zoe Luna                         |                        |                        |                        |                        |                        |                        |                        |                        |                        |
| Personajes Secundarios e Invitados |                        |                                  |                        |                        |                        |                        |                        |                        |                        |                        |                        |
| Sharon Dummeth                     |                        | Susana                           |                        |                        |                        |                        |                        |                        |                        |                        |                        |
| Vanessa Chaplot                    | 2010-2013              | Catalina (Novia de Sebastián)    |                        |                        |                        |                        |                        |                        |                        |                        |                        |
| Liliana Angarita                   |                        | Mónica (Amiga de Andrea)         |                        |                        |                        |                        |                        |                        |                        |                        |                        |
| Agmeth Escaf                       | 2009                   | Agmeth (Locutor invitado)        |                        |                        |                        |                        |                        |                        |                        |                        |                        |
| Alejandra Isaza                    | 2016 - 2018            | Ana Cruz (DJ de la emisora)      |                        |                        |                        |                        |                        |                        |                        |                        |                        |
| Ana María Arboleda                 | 2015                   | Fernanda                         |                        |                        |                        |                        |                        |                        |                        |                        |                        |
| Alejandra Ávila                    | 2015                   | Marcela                          |                        |                        |                        |                        |                        |                        |                        |                        |                        |
| Peter Cárdenas                     | 2015                   | Diego Armando                    |                        |                        |                        |                        |                        |                        |                        |                        |                        |
| Tatiana Ayala                      | 2015                   | Yamile                           |                        |                        |                        |                        |                        |                        |                        |                        |                        |
| Johana Castaño                     | 2015                   | Nora                             |                        |                        |                        |                        |                        |                        |                        |                        |                        |
| Evelyn Valdés                      | 2015                   | Paola                            |                        |                        |                        |                        |                        |                        |                        |                        |                        |
| Diana Calderón                     | 2015                   | Amiga de Marcela                 |                        |                        |                        |                        |                        |                        |                        |                        |                        |
| María Laura Quintero               | 2016                   | Tania Castro (Locutora invitada) |                        |                        |                        |                        |                        |                        |                        |                        |                        |
| Tatiana Micheel                    | 2016                   | Valentina (Amiga de Tania)       |                        |                        |                        |                        |                        |                        |                        |                        |                        |
| Agustín Belfore                    | 2016                   | Lucas (Novio de Sara)            |                        |                        |                        |                        |                        |                        |                        |                        |                        |
| Stephany Martínez                  |                        | Silvia (Novia de Caleb)          |                        |                        |                        |                        |                        |                        |                        |                        |                        |
| Emerson Rodríguez Gómez            | 2017                   | Diego (Locutor invitado)         |                        |                        |                        |                        |                        |                        |                        |                        |                        |
| Sergio Borrero                     |                        | Fernando                         |                        |                        |                        |                        |                        |                        |                        |                        |                        |

El personaje que más tiempo formó parte del elenco fue el desempeñado por Michelle Rouillard (Sara Rendón), quien estuvo durante 5 años (de 2011 a 2016).
Los personajes que menos tiempo formaron parte del elenco fueron los desempeñados por: Catalina Aristizábal (Milena Orozco), Juan Pablo Espinosa (Alejo Quiñónez) y Tania Valencia (Zoe Luna), todos por períodos equivalente a 1 año. 
     = Personaje Principal
     = Personaje Secundario
     = Personaje Invitado

### Invitados especiales
Personajes de la farándula, que aparecieron como ellos mismos en la serie.
- Yoreli Rincón - Jugadora de Fútbol Feminino
- Pedrina - Cantante

## Música

### Temas principales
| N.º | Título                      | Escritor(es)                           | Duración |  |
| 1.  | «Buscando un final» (Ilona) | Ilona, Cachorro López, Richard Narváez | 0:38     |  |
| 2.  | «Tu voz estéreo»            | Samuel Lizaralde                       | 0:46     |  |
| 3.  | «Tu Voz» (Pedrina)          | Pedrina                                | 3:06     |  |

- Música original y musicalización conceptual Juan Fernando Moreno.